# Hans første Honorar
Hans første Honorar er en dansk stum romantisk komediefilm fra 1912 produceret af Nordisk Films Kompagni og instrueret af August Blom efter manuskript af Julia Reich. 

## Handling
En ung læge har vanskeligt ved at opbygge sin praksis. En ældre selskabsdame, beder lægen om at lindre sin hunds tandpine, og senere inviterer hun ham til en reception, som hun er vært for. Ved receptionen møder lægen frøken Alice, der er datter af en rig fabrikant. Der opstår gensidig tiltrækning, og da Alices far meddeler, at han vil være bortrejst nogle dage i forretningsøjemed, inviterer den unge læge Alice til frokost i sine gemakker. Hun accepterer, men i mellemtiden vender hendes far hjem, da han er kommer for sent til toget. Faren opdager, at datteren Alice har forladt receptionen sammen med lægen. Men den ældre selskabsdame får sendt et bud til lægens hjem med en advarsel om, at faren er på vej for at finde hende.
Lægen får en idé – Alice skal lade som om, hun er syg. Hun indvilliger, og da hendes far ankommer, finder han hende under lægelig behandling. En ambulance tilkaldes, og Alice – stadig ledsaget af lægen – bliver kørt hjem, hvor hun i flere dage foregiver at være syg. Lægen passer godt på patienten, og mens faderen er ude, er der mere romantik end egentlig sygdom. Til sidst samler lægen mod til sig og erklærer til faren, at han elsker Alice og beder om hendes hånd. Det accepteres, og til sidst afslører han hele kærlighedskomplottet. Faderen tilgiver – og alt ender lykkeligt.

## Medvirkende
- Robert Dinesen
- Agnete Blom
- Christian Schrøder
- Valda Valkyrien
- Mathilde Felumb Friis
- Frederik Jacobsen